# 八大公山镇
八大公山乡，是中华人民共和国湖南省张家界市桑植县下辖的一个乡镇级行政单位。

## 行政区划
八大公山乡下辖以下地区：
车大河村、朱家湾村、扒河村、栗树湾村、蒋家湾村、砂地坪村、中沟湾村、内半坡村、庄耳坪村和药材场村。